# Colapso del paso a desnivel en la 27 de Febrero
El colapso del paso a desnivel en la avenida 27 de Febrero fue un trágico accidente ocurrido el 18 de noviembre de 2023 en Santo Domingo, República Dominicana, durante un fuerte aguacero provocado por una vaguada que afectaba gran parte del país. El siniestro se produjo cuando una de las paredes laterales del paso a desnivel, ubicado entre las avenidas 27 de Febrero y Máximo Gómez, cedió repentinamente y aplastó varios vehículos que transitaban en ese momento.
El hecho dejó al menos nueve personas fallecidas y generó una oleada de indignación y dolor en la población dominicana. Además de las pérdidas humanas, el evento expuso serias deficiencias en el mantenimiento de infraestructuras urbanas críticas, desatando críticas hacia las autoridades responsables del sistema vial. La tragedia conmovió a la sociedad dominicana y captó la atención tanto de medios nacionales como internacionales.

## Antecedentes
El paso a desnivel donde ocurrió el colapso fue inaugurado en el año 1999 como parte de un plan de modernización del tránsito en Santo Domingo. Durante años, fue una vía estratégica para conectar zonas del centro y oeste de la ciudad. Sin embargo, informes previos de ingenieros y ciudadanos habían señalado señales de deterioro en su estructura, incluyendo filtraciones de agua y grietas visibles en sus muros.
En las semanas previas al colapso, las lluvias intensas generadas por fenómenos meteorológicos afectaron el drenaje de varias vías importantes del Gran Santo Domingo. El día del colapso, se registraron precipitaciones extraordinarias en pocas horas, provocando inundaciones severas en la capital. Pese a las advertencias meteorológicas, el paso a desnivel permanecía en uso sin restricciones, lo que agravó las consecuencias del siniestro.

## Víctimas
El colapso causó la muerte de al menos nueve personas, entre ellas familias completas y ciudadanos que transitaban en vehículos privados. Las víctimas fueron identificadas por organismos de socorro y sus nombres fueron difundidos en medios de comunicación, generando consternación nacional. Entre los fallecidos se encontraban una pareja de esposos junto a su hijo adolescente, así como un médico y una mujer embarazada.
Los cuerpos de rescate enfrentaron dificultades para acceder a los vehículos atrapados, debido al volumen de escombros y al riesgo de un nuevo colapso. La tragedia generó un llamado colectivo a revisar y auditar otras infraestructuras similares en todo el país, y dio pie a la creación de comisiones técnicas para investigar las causas del derrumbe.